# Anton Diabelli

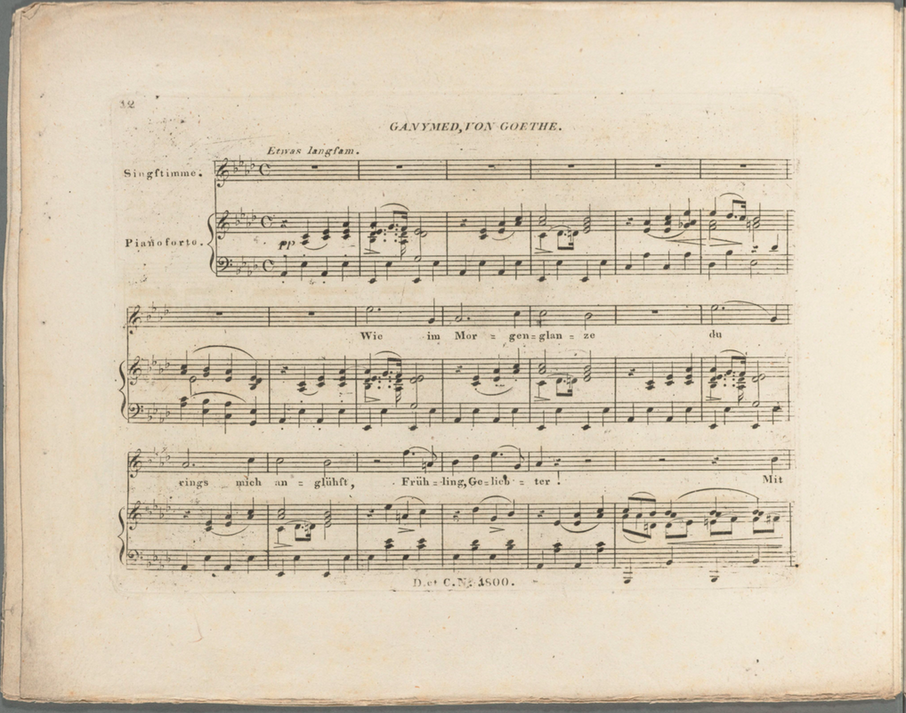
Partition du lied Ganymed de Schubert, éditée par Diabelli en 1825.

Anton Diabelli — né le 6 septembre 1781 à Mattsee, près de Salzbourg, et mort le 7 avril 1858 à Vienne — est un musicien autrichien, pianiste, compositeur, éditeur et pédagogue (piano et guitare), élève de Michael Haydn. Sa musique religieuse est très réputée en Autriche et la qualité de ses pièces pour piano lui assure partout une vaste diffusion.
Il est notamment connu pour avoir fondé les Éditions Diabelli and Co qui publièrent Haydn, Mozart et surtout Schubert.
On doit indirectement à un thème de valse de Diabelli, peu original au demeurant, l'un des sommets de la musique pianistique, les Variations sur une valse de Diabelli op. 120 de Beethoven. Diabelli souhaitait réunir en un seul volume des variations de la main d'une cinquantaine de compositeurs allemands et autrichiens de son époque — parmi lesquels Schubert, Liszt, Franz Xaver Wolfgang Mozart, Carl Czerny, Joseph Czerny, etc. — toutes développées sur un thème de son imagination. Ce recueil fut publié sous le titre de Vaterländischer Künstlerverein. Mais Beethoven trouva dans la simplicité de ce thème le matériau nécessaire pour écrire 33 variations d'une ampleur inégalée. Diabelli lui-même accueillit l'opus 120 du maître de Bonn comme la meilleure tentative du genre depuis les Variations Goldberg de Bach, composées quatre-vingts ans plus tôt, et offrit de le publier à part.
Parmi les nombreuses œuvres de Diabelli, on compte des messes, motets, airs, de la musique de théâtre, et de très nombreuses pièces pour piano. Ses Sonates et Sonatines figurent souvent dans des recueils de pièces progressives pour jeunes pianistes.
Sa musique peut être rattachée à ce qu'on appelle la culture Biedermeier.